# Catalão (gemeente)
Catalão is een stad en gemeente in de Braziliaanse deelstaat Goiás. De bevolking werd in 2006 gesteld op 71.680 mensen, en de oppervlakte bedraagt 3778 km².

## Aangrenzende gemeenten
De gemeente grenst aan Campo Alegre, Cumari, Goiandira, Ipameri, Nova Aurora, Ouvidor, Três Ranchos, Araguari (MG), Cascalho Rico (MG), Coromandel (MG), Guarda-Mor (MG) en Paracatu (MG).

## Verkeer en vervoer
De plaats ligt aan de radiale snelweg BR-050 tussen Brasilia en Santos. Daarnaast ligt ze aan de wegen BR-352, GO-210 en GO-330.

## Galerij

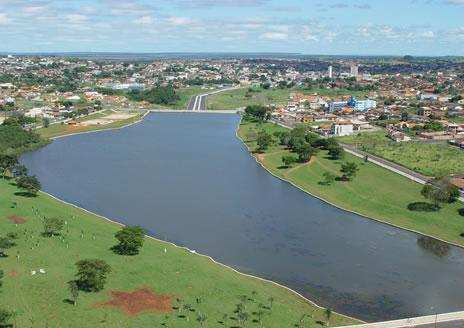
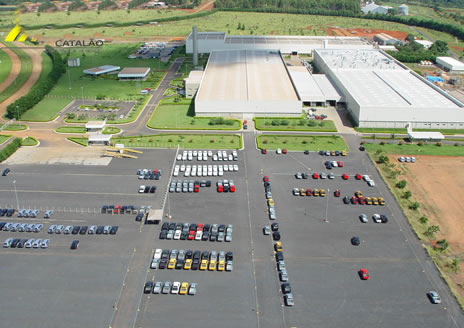
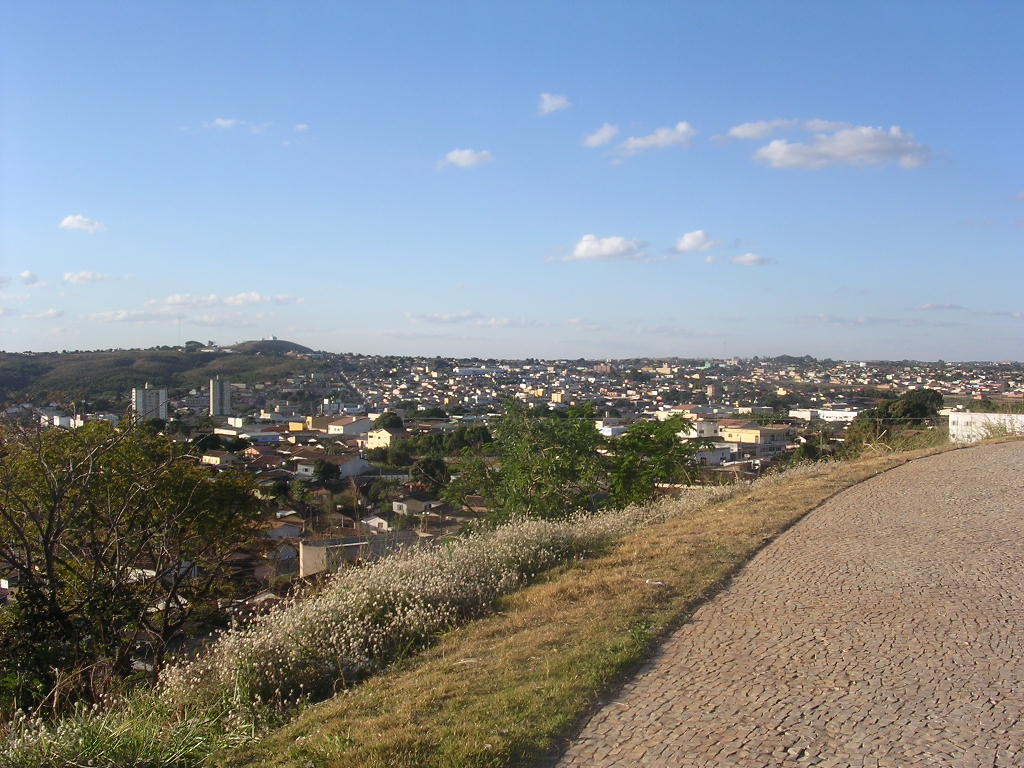
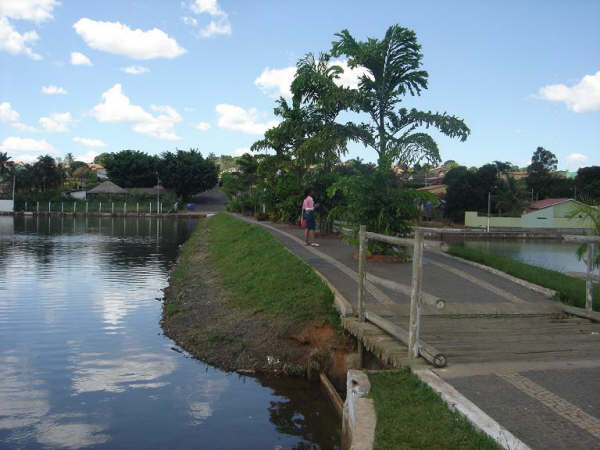
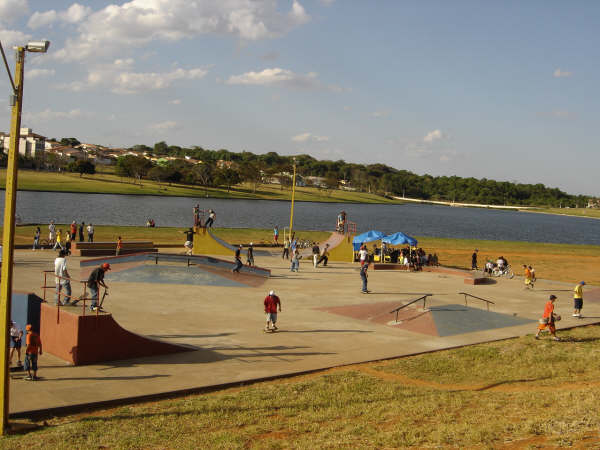
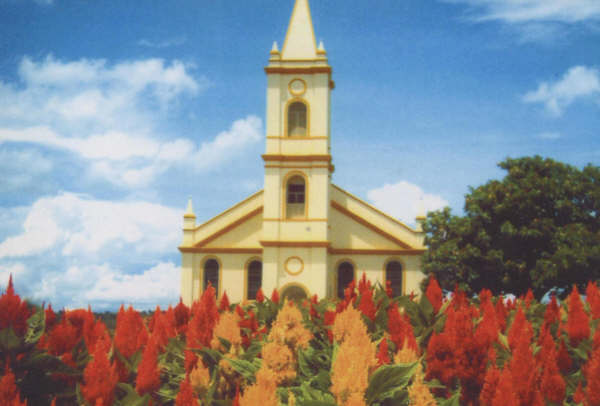